# Tegenaria drescoi
Tegenaria drescoi är en spindelart som beskrevs av Brignoli 1971. Tegenaria drescoi ingår i släktet husspindlar, och familjen trattspindlar. Inga underarter finns listade i Catalogue of Life.